# Campeonato de Fútbol de Asia Oriental de 2010
El Campeonato de Fútbol de Asia Oriental de 2010 fue la cuarta edición del torneo de la Federación de Fútbol de Asia Oriental para selecciones masculinas de fútbol de categoría absoluta. Su fase final se desarrolló en Japón por segunda vez, teniendo como ganadora a China, también por segunda ocasión.

## Sedes
| Tokio         |                           |
| Tokyo Stadium | Estadio Nacional de Tokio |
| Aforo: 50 100 | Aforo: 57 363             |
|               |                           |

## Selecciones participantes
| Selecciones participantes | Selecciones participantes | Selecciones participantes | Selecciones participantes |
| ------------------------- | ------------------------- | ------------------------- | ------------------------- |
| Corea del Sur             | China                     | Hong Kong                 | Japón                     |

## Resultados
| Equipo        | Pts | PJ | PG | PE | PP | GF | GC | Dif |
| ------------- | --- | -- | -- | -- | -- | -- | -- | --- |
| China         | 7   | 3  | 2  | 1  | 0  | 5  | 0  | 5   |
| Corea del Sur | 6   | 3  | 2  | 0  | 1  | 8  | 4  | 4   |
| Japón         | 4   | 3  | 1  | 1  | 1  | 4  | 3  | 1   |
| Hong Kong     | 0   | 3  | 0  | 0  | 3  | 0  | 10 | −10 |

| 6 de febrero de 2010 | China | 0:0     | Japón | Tokyo Stadium, Tokio                                         |                                                              |
|                      |       | Reporte |       | Asistencia: 25,964 espectadores Árbitro(s): Strebre Delovski | Asistencia: 25,964 espectadores Árbitro(s): Strebre Delovski |

| 7 de febrero de 2010 | Corea del Sur                                                                                      | 5:0 (4:0) | Hong Kong | Estadio Nacional, Tokio                               |                                                       |
|                      | Kim Jung-woo 10' · Koo Ja-cheol 24' · Lee Dong-gook 32' · Lee Seung-yeoul 37' · No Byung-jun 90+3' | Reporte   |           | Asistencia: 2,728 espectadores Árbitro(s): Ryuji Sato | Asistencia: 2,728 espectadores Árbitro(s): Ryuji Sato |

| 10 de febrero de 2010 | China                                        | 3:0 (2:0) | Corea del Sur | Tokyo Stadium, Tokio                                  |                                                       |
|                       | Yu Hai 5' · Gao Lin 27' · Deng Zhuoxiang 60' | Reporte   |               | Asistencia: 3,629 espectadores Árbitro(s): Ng Kai Lam | Asistencia: 3,629 espectadores Árbitro(s): Ng Kai Lam |

| 11 de febrero de 2010 | Japón                       | 3:0 (1:0) | Hong Kong | Estadio Nacional, Tokio                                |                                                        |
|                       | Tamada 41' 82' · Tanaka 65' | Reporte   |           | Asistencia: 16,368 espectadores Árbitro(s): Zhao Liang | Asistencia: 16,368 espectadores Árbitro(s): Zhao Liang |

| 14 de febrero de 2010 | Hong Kong | 0:2 (0:1) | China                | Estadio Nacional, Tokio                                    |                                                            |
|                       |           | Reporte   | Qu Bo 44' 74' (pen.) | Asistencia: 16,439 espectadores Árbitro(s): Kim Jong-Hyeok | Asistencia: 16,439 espectadores Árbitro(s): Kim Jong-Hyeok |

| 14 de febrero de 2010 | Japón           | 1:3 (1:2) | Corea del Sur                                                     | Estadio Nacional, Tokio                                      |                                                              |
|                       | Endō 23' (pen.) | Reporte   | Lee Dong-gook 33' (pen.) · Lee Seung-yeoul 39' · Kim Jae-sung 70' | Asistencia: 42,951 espectadores Árbitro(s): Strebre Delovski | Asistencia: 42,951 espectadores Árbitro(s): Strebre Delovski |

|                          |
|                          |
| Campeón China 2.º título |

## Premios
| Mejor arquero | Mejor defensa  | Goleador                                         | Mejor jugador | Juego limpio |
| ------------- | -------------- | ------------------------------------------------ | ------------- | ------------ |
| Yang Zhi      | Cho Yong-hyung | Qu Bo Lee Dong-gook Lee Seung-yeoul Keiji Tamada | Du Wei        | Hong Kong    |